# Iglesia de San Francisco Javier (Mar Menor)
La iglesia de San Francisco Javier es un templo parroquial de culto católico situada en el centro urbano de San Javier (Región de Murcia, España).

## Historia
Su origen se encuentra en una ermita construida en el primer cuarto del siglo XVII, a la que se le dio el nombre de San Francisco Javier, en su entorno surgiría un caserío del que tomó el mismo nombre. Durante esta época la población del campo murciano avanzaba del interior hacia la costa ante el peligro de la piratería berberisca, teniendo en Torre Pacheco, más tarde en San Javier y por último en San Pedro del Pinatar los tres núcleos de población más importantes. 
La ermita se convirtió en parroquia en 1698. El primer cura párroco fue don Cristóbal Balaguer. Sin embargo, el templo actual es algo posterior, construido durante el siglo XVIII. Los vecinos de El Pinatar tomaron prisioneros a dieciocho moros en 1709, a los cuales se les dio limosna para que trabajaran en la construcción de la iglesia. En 1765 era cura propio de la iglesia don Bartolomé Portel.
La parroquia de San Javier fomentó el asentamiento del nuevo núcleo de población en el Campo de Cartagena, a medida que desaparecían los peligros de los piratas berberiscos en esta zona del litoral murciano.

## Arquitectura
La planta de la iglesia es de cruz latina inscrita en un rectángulo; consta de una nave central, dos laterales con cabecera recta y un crucero en el que encontramos una cúpula de media naranja, coro alto a los pies además de una torre única en la fachada. Posee tres capillas a cada lado sobre las naves laterales. Los arcos de medio punto comunican la nave central y los laterales. Entre los pilares encontramos pilastras de orden compuesto, la nave está recorrida por una cornisa muy adornada con líneas quebradas y molduras movidas.
Al exterior podemos observar reformas que probablemente sean del siglo XIX, enlazando así con las corrientes elitistas del historicismo, como la fachada principal. Se debe resaltar la torre de cuatro cuerpos, en el que el último es el campanario abierto con cuatro vanos en forma de arcos de medio punto enmarcados por pilastras de orden toscano.

## Valoración histórica

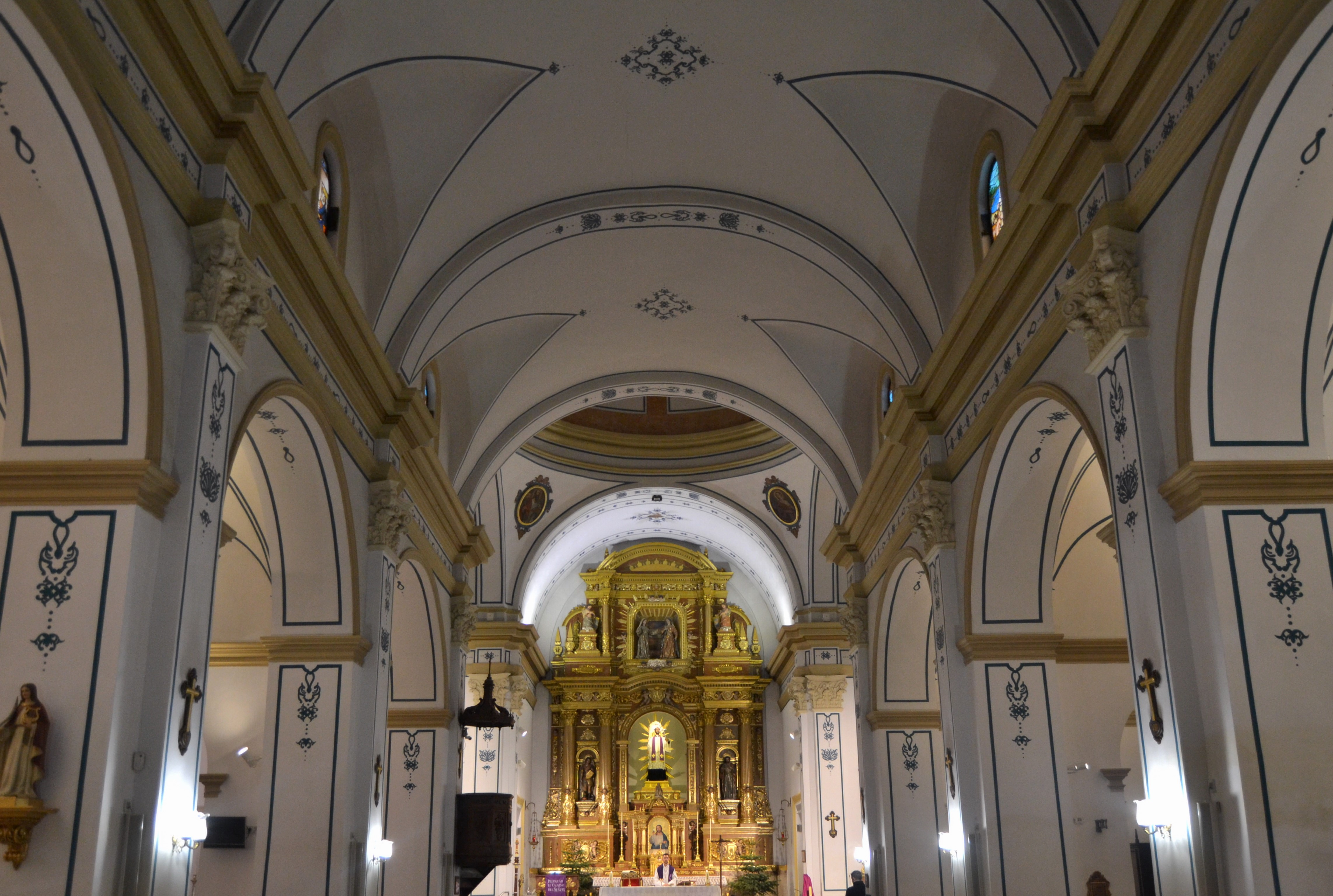
Interior de la iglesia de San Francisco Javier

La iglesia de San Javier junto a la de Torre Pacheco (desaparecida) y la de San Pedro del Pinatar fueron las tres primeras parroquias construidas en el Mar Menor. Desde la perspectiva artística, la iglesia de San Javier encaja a la perfección con la tipología de nuevas parroquias de comienzos del siglo XVIII en la región. Todas ellas fueron construidas o reconstruidas tras el concilio de Trento.

## Esculturas
Gracias al testamento de D. Bartolomé Porter, uno de los párrocos que más perduró en la parroquia de San Javier, se conoce de la existencia de una imagen de San Cayetano costeada por él mismo. También hay constancia de diversas imágenes que fueron titulares de varias capillas que encontramos en la iglesia. Estas imágenes son la de San Félix de Valois, del Rosario de San José, de Ntro. Padre Jesús Nazareno, del Santo Cristo, del corazón de Jesús y la del titular San Francisco Javier, el cual siempre presidió el altar mayor.
Actualmente figuran en su iglesia las imágenes del Santo Cristo, San Juan, Virgen del Carmen, Corazón de Jesús, Ntro. Padre Jesús Nazareno, San Francisco de Asís, San José, etc.
Aunque la parroquia de San Javier ha sabido conservar las numerosas imágenes y objetos de culto, con motivo de la guerra civil española de 1936-39 se perdieron obras de arte muy valiosas y se produjeron daños en la estructura interna (retablo y pinturas). Posteriormente se han restaurado y recuperado algunas de estas obras. La última restauración se llevó a cabo en 1994, además de la inauguración del Museo de Arte Sacro de la parroquia de San Francisco Javier que tuvo lugar el 29 de septiembre de ese mismo año.

## Obras de arte
En esta iglesia podemos encontrar una Cruz procesional, un incensario y una naveta, todo ello fabricado en plata, por el maestro Andrés Jiménez de Cisneros. Así como la construcción de un retablo para adornar la capilla de la imagen de San Félix de Valoirs. Encontramos además dos campanas de encargo, realizadas por el campanero José Muñoz.
Gracias al escultor José Sánchez Lozano, la iglesia cuenta con una nueva imagen de Jesús en la Eucaristía ya que esta tuvo que ser reconstruida. Destaca también la imagen del Corazón de Jesús realizada para San Javier por el escultor Francisco Sánchez Araciel. 
La última aportación artística a destacar es el retablo que construyó el escultor Antonio Carrión Valverde únicamente para la Iglesia de San Javier.

## Pinturas

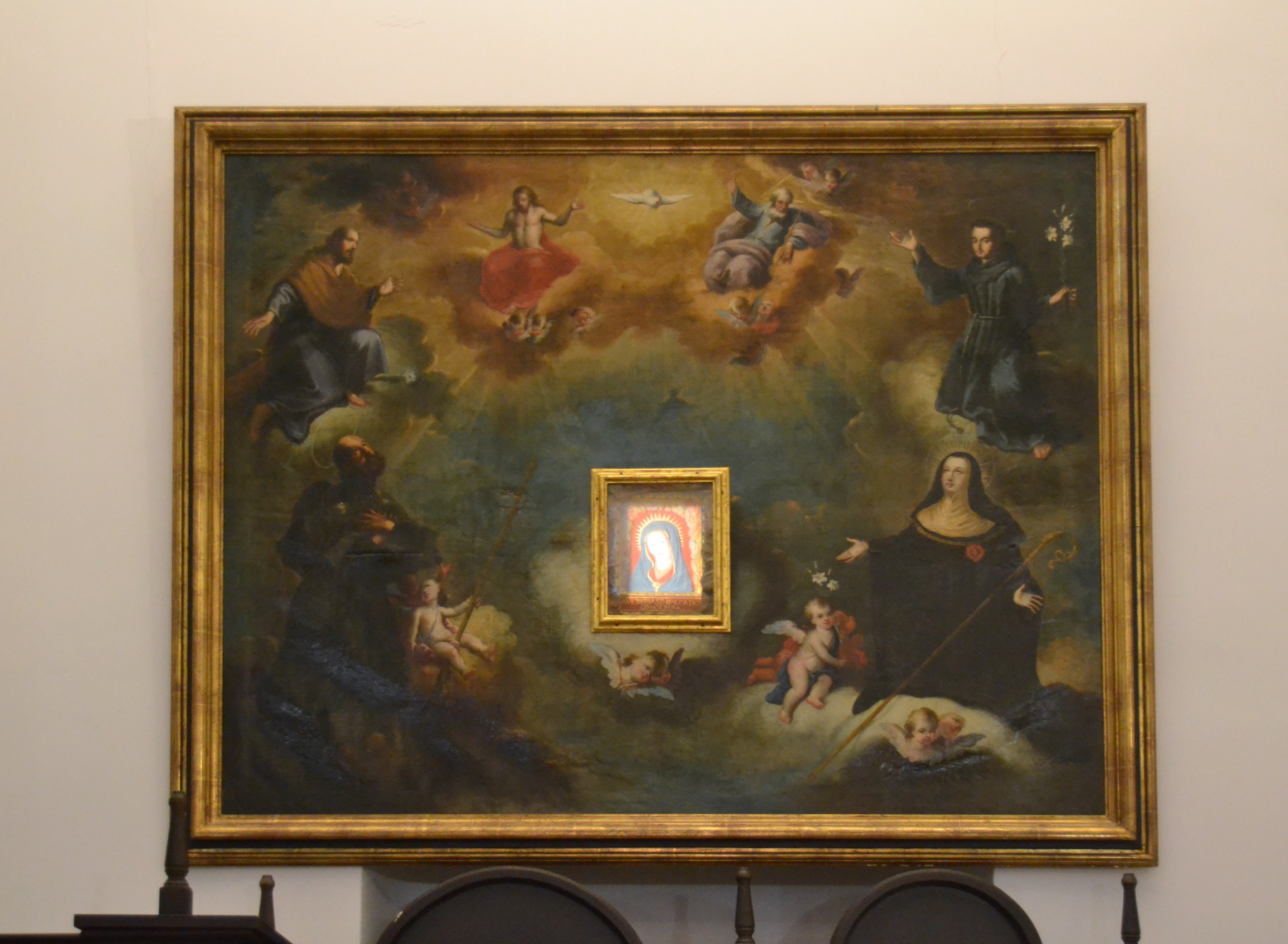
Cuadro de la virgen de la Cueva Santa, de Joaquín Campos.

En primer lugar destacan las pinturas realizadas en la cúpula en las que aparecen los cuatro evangelistas, pintados por Manuel Muñoz Barberán, pintor de la Región de Murcia.
Se encuentra además el cuadro votivos, procedente del oratorio de los marqueses que habitaban en la finca Torre Octavio. Esta pintura la realizó el valenciano Joaquín Campos López. Lo que más llama la atención de este cuadro es que, dentro del mismo, se sitúa otro cuadro más pequeño, encarando un sencillo busto de la Santísima Virgen María, fabricado en yeso o escayola.
En la parte superior se abre un rompiente de gloria con las tres personas de la Augusta Trinidad. Más abajo figuran San José, San Francisco Javier, San Antonio de Padua y Santa Gertrudis la Magna, contemplados a su vez por unos ángeles.